# Eero Saksela
Eero Juhani Saksela, född 6 januari 1937 i Helsingfors, död 
16 februari 2023, var en finländsk läkare och professor emeritus.
Saksela blev medicine och kirurgie doktor 1962 och patologiöverläkare vid Helsingfors universitetscentralsjukhus kvinnoklinik 1970. Han verkade som professor i patologisk anatomi vid Helsingfors universitet 1981–2001 och chef för universitetets Haartman-institut 1995-1998.
Saksela har forskat inom cytogenetik, tumörimmunologi och vävnadspatologi. Han erhöll Matti Äyräpää-priset 1983. Samma år utnämndes han till ledamot av Finska Vetenskapsakademien.